# روبرت إي. كيلي
روبرت إي. كيلي (بالإنجليزية: Robert E. Kelley)‏ هو ضابط أمريكي، ولد في 3 نوفمبر 1933 في ألباني في الولايات المتحدة.